# Heraclia separata
Heraclia separata är en fjärilsart som beskrevs av Jordan 1913. Heraclia separata ingår i släktet Heraclia och familjen nattflyn. Inga underarter finns listade i Catalogue of Life.